# 岡本監輔
岡本 監輔（おかもと かんすけ、1839年 - 1904年）は徳島県出身の漢学者であり教育者、箱館府権判事。邦人として初めて樺太最北端に到達し一周探検を成し遂げた。蝦夷地防衛の重要性を提言し、そのための拓殖実現に向け尽力。また窮北日誌ほか多くの本を著し、韋庵（いあん）と號した。

## 生涯

### 生い立ち
阿波国美馬郡三谷村（後の徳島県美馬市穴吹町三島三谷）で農業の傍ら医業に携わる家に生まれる。父は周平、母は須藤氏。幼名は文平で字を子博とし、幼い頃より読書を好んだ。1853年（嘉永6年）15歳の時父に連れられ徳島へ行くと、藩の儒学者・岩本贅庵の門下に入り同門の有井進斎と親しく交わる。讃岐国高松藩の藤川三渓の塾で食客となっていた1855年（安政2年）に薩哈隣（サガレン、樺太）の話を聞き、深く感じる所あって後の遠征の発端となる。1861年（文久元年）に江戸へ出て昌平黌の教官であった杉原心斎（晋斎）のもとで寄宿。杉原に付き従い度々登城した。この頃下谷の書店で間宮林蔵が著した北蝦夷図説を入手し、樺太を含む蝦夷地を実際に踏査した松浦武四郎を訪ねて実情を聞いた監輔は、ロシアの進出に対する北方防衛の志を固めたとされる。そんな監輔の熱意が人を動かし、講武所出役の竹垣竜太郎が箱館奉行支配組頭・平山謙二郎への紹介状を書いてくれた。

### 第一回樺太探検
1863年（文久3年）6月、竹垣の従者・杉本金三郎の兄が帰郷すると聞き、それに伴って新潟へ。ここから船に乗って監輔は箱館に到着。平山のもとに一時寄宿した後、平山より紹介された樺太のクシュンコタン（久春古丹、後の大泊）在勤の調役・日野恵助に会うため、箱館から宗谷まで歩き、樺太南端の白主に渡る。当時の樺太は条約により日露雑居の地であった。同年8月上旬、クシュンコタンに着くと出張中であった日野を訪ね東海岸沿いのトンナイチャ（富内）へ。日野もまた監輔の熱意に感心し、添状を書いて持たせた。監輔は同地で親しんだ備前生まれの同心・塩見伊太郎が12里程北にある犬主内の詰所に戻る船に便乗し、犬主内からは徒歩でサカエハマ（栄濱）へと北上。ワーレ（輪荒）からは山を越えて西海岸のクシュンナイ（久春内）に出る。さらに北へ進み、ウショロ（鵜城）、ナヤシ（名好）を経て、8月下旬には北緯50度線に近いシルトタンナイ（知戸谷内、猿津）まで達した。監輔は道中の地形や原住民の風俗・習慣、またロシア人の進出程度などを記録。シルトタンナイにロシア人が居住しており、真縫や久春内にはロシアの兵舎が建てられている事に危機感を募らせている。シルトタンナイでヤチコフの家を訪ねた監輔は、大陸に渡ってアムール川沿いのニコラエフスクまで行きたい旨を伝えたが、冬に向かう時期の移動の困難さを言われ、また案内役を務めていた原住民のシワベチウらも首を縦に振らなかったので、再来を期して帰還となった。南下した一行は樺太西岸第一の集落である真岡を経由し、南部のポントーでは真知床岬まで行った経験のある同心・川上甚三郎に会って情報を得る。白主では有力酋長のオケラを訪ね、北海道石狩ではかつて久春内の開拓に尽力した調役の荒井金助に会い今後の協力について話す。そうして10月下旬に箱館に戻ると、再び平山謙二郎の屋敷に寄宿。この地で洋学者の武田斐三郎や東善八郎らと交流した。

### 第二回樺太探検
樺太からの帰還後、箱館奉行の小出大和守秀実に会う機会を得て樺太在住を願い出る。翌1864年（元治元年）4月、許可を得た監輔は箱館から漁場まで行く船に便乗して東海岸のアイロ（愛郎）へ渡り、出稼ぎの原住民の船に乗せてもらい中部の邦人拠点であるシッカ（敷香）に入る。監輔は奉行所からの資金でシッカ川の畔に小屋を建てて越冬しようとしたが、無理して身体でも壊したら元も子もないと諭され、シララオロ（白浦）まで南下して年を越した。その間、原住民たちと深く交わって言葉や生活習慣、また犬ぞりの技術を学ぶ。1865年（元治2年）には邦人未到であった北部探検の許可を得て、箱館奉行配下の足軽でシララオロ在勤の西村伝九郎と共に挑むこととなる。

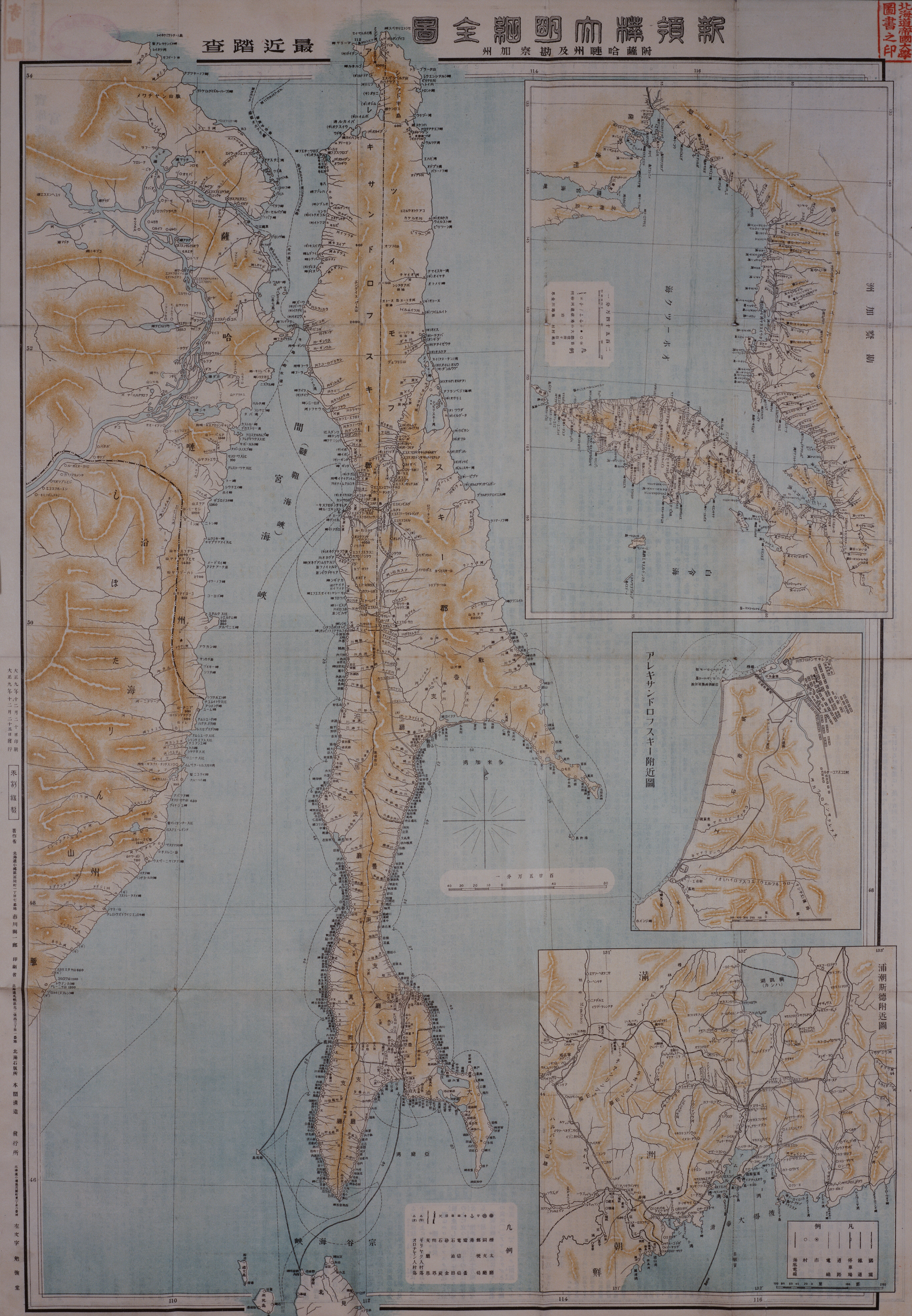
大正時代の樺太全島地図

1865年4月1日にクシュンコタンを出て南下。中知床岬を経て東海岸沿いを北上し、同月10日にシラオロロ着。近隣のワーレ（輪荒）で西村と共に準備を整えると、樺太アイヌ数人を雇い丸木船二艘に乗って5月10日ついに出立。監輔たちは樺太の東側を北上するルートを取り、丸木船で海岸沿いを進んだ。途中鯨の群れを見かけるなどして5月14日シッカに到着。シッカは樺太で邦人拠点がある最北地。現地人から船を一艘買うと食料や煙草などの積荷を積み込み、すぐ東にあるタライカ湖（多来加湖）を数日かけて調査した。5月24日に湖を離れ、真知床岬（北知床岬）を目指して南下。同月28日にムシビ（蒸日）着。1808年（文化5年）に樺太一周を目指し南下していた間宮林蔵はここムシビで断念し引き返しているが、監輔たちはさらに進んで閏5月1日に真知床岬に到達した。その証として標木を立て、ここが敷香川から約30里（120km）程の距離と考えられること、日付けや二人の名を記す。
閏5月5日に真知床岬を出て東海岸を北上するが、雷雨や濃霧などの悪天候に悩まされて船は中々進めず、ノシケシララで天候の回復を待ち7日間滞留した。同14日にやっとその地を離れる。再び海岸沿いに北上し、途中波のため船が転覆したが根気よく進み、ニブフの小集落などに度々遭遇しつつ、北緯50度を越えて6月1日にヌエ（縫江）着。1854年（安政4年）に箱館奉行所役人の配下、栗山太平が探索した際はこの辺りで引き返している。東海岸沿いに北上をさらに続け、チャエ（茶江）、鰭持歯などを経て6月25日には邦人として初めて最北端のガオト岬（鵞小門岬）に到達した。一行はここに簡素な天照大神の仮社を造り、標木を2本立て「大日本領」「岡本文平建之」等と記した。
その後は西海岸沿いを南下し、ウシカ（牛香）を経て7月7日にタムラオ（田村オ＝こざと偏に烏）着。ここはアムール川河口の対岸で頻繁にロシア人がやって来るので、原住民の中にロシア語を話せる者がいたり、ロシア人相手に淫売する者もいた。翌8日には間宮の到達最北地であるナニオー、さらに大陸との最狭部・ホコベイ（鉾部）へ。ここから海峡を渡り前回果たせなかったアムール川の遡上調査をしようとしたが、やはり反対意見が多くついに断念した。その後南へ下ってシルトタンナイでは第一回探検の際に会った露人・ヤチコフ宅を再訪し、19日にナヤシ、23日にウショロ、30日にクシュンナイを経て、そこから真縫までの山道を越え1865年8月3日に出発点である東海岸のワーレへ帰着。共に歩んだ西村に別れを告げ、同月23日にクシュンコタンに戻るとこの地で冬を越した。

### 樺太一周探検以後
1866年（慶応2年）4月、海路が開くと宗谷に渡り、当時室蘭勤めとなっていた荒井金助を訪ねた。監輔の話を聞いた荒井は江戸へ上って献策すべきとし、将軍後見職・一橋慶喜の執事に紹介状を書き、旅費として10両を渡した。その後箱館に立ち寄った監輔は尊王攘夷派の志士・山東一郎と共に江戸へ。しかし長州征伐に失敗した幕府に北方を顧みる余裕は無く、将軍をはじめ要職の多くが京都滞在中であった。1867年（慶応3年）正月に京都へ上ると清水谷公考の知遇を得る。木屋町に坂本龍馬を訪ね、北方開発が急務であると説いたのもこの頃のこと。清水谷の紹介で大久保利通や広澤兵助とも面会し、北蝦夷の実情を伝えている。同年、山東一郎と共に北門社を起こし、北蝦夷新志を著して蝦夷地開拓の世論喚起を目指したが、幕府衰亡の瀬戸際のため耳を貸す者は少なかった。
1868年（明治元年）に新政府が発足し清水谷公考が箱館裁判所の総督となると、監輔は権判事に任命された。同年6月には衣冠束帯して馬に跨った清水谷に付き従い、一行約50人は汽船で敦賀から箱館、そして五稜郭へ入る。監輔は樺太の一切を任され、10余人の官吏と約200人の農工を連れ楠渓（後の大泊）へ渡った。
1869年（明治2年）6月24日、第一函泊事件が起こる。クシュンコタン（楠渓）の集落から見て川向こうにある函泊にロシアの軍艦が来訪し一隊が上陸。原住民の墓所を接収して兵営陣地を建て始めた。抗議しても聞き入れないため、同月27日に監輔は樺太を離れ政府中央に危急を知らせた。9月22日に外務大丞（外務次官）の丸山作楽ら2名を伴って英軍艦ヤンクシー号で楠渓に帰還。しかし樺太が雑居の地である以上追い出すことも出来ず、日本側の人々を宥めるしかなかったとされる。1870年（明治3年）開拓使次官の肩書きを持つ黒田清隆が樺太の長官として赴任。黒田は対露融和姿勢に徹したため、これを是としない監輔は同年辞任するに至った。翌年樺太を去ると開拓使御用係として1873年（明治6年）まで札幌に滞在した。また1873年（明治6年）3月には第二函泊事件が発生している。同年、監輔は陸軍省参謀局編纂課の嘱託として清国に渡ったが合縦の目的を果たせず帰国。1875年（明治8年）5月、千島・樺太交換条約が調印され、樺太が日本の手から離れたことで監輔のこれまでの努力は水泡に帰した。
1874年（明治7年）上海に渡るが、日清間の情勢悪く帰国。翌年再び渡航し、6月に北京、7月に満州奉天に入り、現地の文士と交流を深めた。1877年（明治10年）4月より翌年12月まで東洋新報を発行。1881年（明治14年）東京大学予備門の御用係、次いで教諭に任じられる。1886年（明治19年）第一高等中学校の和漢文教授を嘱託される。1891年（明治24年）の5月31日には同志と共に択捉島に渡って視察し、翌年千島義会を結成。第4回帝国議会に提出した千島列島拓殖の請願は貴族院において採択されたが、衆議院で否決されている。その後千葉の田舎で隠遁していたところ、1894年（明治27年）5月に故郷の徳島県尋常中学校校長に推挙されこれを受ける。1897年7月には台湾総督府国語学校教授に任ぜられるも翌年7月これを辞任。翌月東京に帰り中正義塾を起こした。1898年（明治31年）11月、私立神田中学校校長を嘱託される。1900年11月清国に渡り、翌年にかけて上海や杭州、武昌を回る。
1903年（明治36年）2月、脳溢血で倒れ入院。両腕の自由を失ったが、翌年2月に日露戦争が起こると病身を忘れて戦報に聞き入ったという。1904年（明治37年）11月9日、東京市小石川区諏訪町の僑居で没する。満64歳。その翌年1905年9月、日露間でポーツマス条約が調印され、南樺太は再び日本領となった。監輔は港区西麻布の長谷寺に眠っている。

## 家族
- 妻・壽々（1930年2月9日没、行年80歳）
- 長女・たけ（1896年2月6日没、行年14歳）
- 嫡子・健（1919年11月11日没、行年34歳）[34]
- 子・健二郎（1950年1月16日没、行年63歳）
- 子・勇（1953年11月19日没、行年59歳）
- 娘・鑑子（1905年、天津に嫁ぎ戦後不明）[36]

## 著書
- 『岡本氏自伝』NCID BB26944193
- 『北蝦夷新志』北門社、1867年、NCID BA47294543
- 『窮北日誌』全2巻、北門社、1871年、NCID BC02998934
- 『北門急務』全3巻、北門社、1871年、NCID BA36799617
- 『萬國史記』全20巻、内外兵事新聞局、1879年5月、NCID BA34597666
- 『萬國通典』全12巻、集義館、1884年、NCID BN08292073
- 『岡本子』全5巻、岡本活版所、1889年7月、NCID BA37529990
- 『租志』全6巻、1890年7月、NCID BA40857342
- 『千島見聞録』1892年5月、NCID BA45929451
- 『大日本中興先覺志』全2巻、1901年、NCID BA70563544
- 『日本維新人物志』全4巻、金港堂、1903年10月、NCID BA66500700

他多数有り。